# Saitis tauricus
Saitis tauricus là một loài nhện trong họ Salticidae.
Loài này thuộc chi Saitis. Saitis tauricus được Wladislaus Kulczynski miêu tả năm 1905.